# Andy Sneap
Andy Sneap (18 luglio 1969) è un chitarrista e produttore discografico britannico, cofondatore del gruppo thrash metal Sabbat.
Sneap ha ricevuto un Grammy svedese per il suo lavoro all'album Deliverance degli Opeth e tre candidature ai Grammy statunitensi per gli album The End of Heartache dei Killswitch Engage, Endgame dei Megadeth e Crown of Horns dei Judas Priest.
Dal 2008 si è unito agli Hell nel ruolo di chitarrista e compositore. Dal 2018 sostituisce Glenn Tipton nei Judas Priest come chitarrista dal vivo.

## Discografia

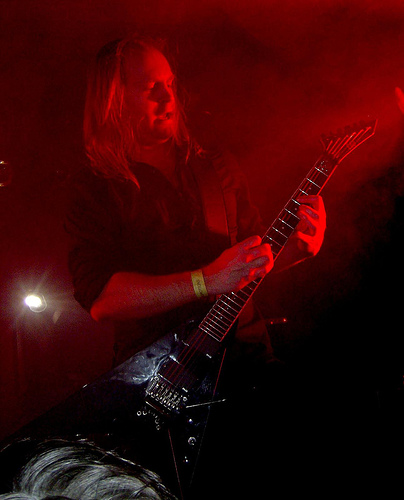
Andy a un concerto nel 2007 con i Sabbat

### Con i Sabbat
- 1988 - History of a Time to Come
- 1989 - Dreamweaver (Reflections of Our Yesterdays)
- 1991 - Mourning Has Broken

### Con gli Hell
- 2011 - Human Remains
- 2013 -  Curse and Chapter

### Produttore
- Accept - Blood of the Nations, Stalingrad
- Arch Enemy - Anthems of Rebellion, Dead Eyes See No Future EP
- Benediction - Grind Bastard
- Blaze Bayley - Silicon Messiah, Tenth Dimension, As Live As It Gets, Blood and Belief
- The Blueprintt - zero*zero*one, Ecliptic
- Cathedral - Caravan Beyond Redemption
- Consumed - Breakfast at Pappas, Hit for Six, Pistols at Dawn
- Cradle of Filth - Godspeed on the Devil's Thunder
- Earth Crisis - Breed the Killers
- earthtone9 - arc'tan'gent
- English Dogs - All The Worlds A Rage, Bow To None, What A Wonderful Feeling
- Exit Ten - This World They’ll Drown
- Exodus - Tempo of the Damned, The Atrocity Exhibition... Exhibit A, Exhibit B: The Human Condition
- Hecate Enthroned - The Slaughter of Innocence
- Iron Monkey - Iron Monkey, Our Problem
- Judas Priest - Firepower co-produttore, Invincible Shield
- Kill II This - Deviate, Trinity
- Kreator -  Violent Revolution, Enemy of God
- Machine Head - Through the Ashes of Empires
- Masterplan - Masterplan, Aeronautics
- Megadeth - United Abominations, Endgame
- Nevermore - Dead Heart in a Dead World, This Godless Endeavor, The Obsidian Conspiracy
- Onslaught - Killing Peace
- Pissing Razors - Pissing Razors, Cast Down The Plague
- Rise To Addiction - A New Shade of Black for the Soul
- Skinlab - Bound, Gagged and Blindfolded, Disembody: The New Flesh
- Stuck Mojo - Declaration Of A Headhunter, HVY1, Rising